# Distretto di Mecitözü
Il distretto di Mecitözü (in turco Mecitözü ilçesi) è uno dei distretti della provincia di Çorum, in Turchia.
| Controllo di autorità | VIAF (EN) 66144647647814990244 |